# George Dorling
George John Dorling (27 tháng 7 năm 1918 – tháng 10 năm 1987) là một cầu thủ bóng đá người Anh thi đấu ở vị trí hậu vệ.

## Sự nghiệp
Sinh ra ở Edmonton, London, Wilson thi đấu chuyên nghiệp cho Tottenham Hotspur và Gillingham. Ông có hơn 100 lần ra sân cho the "Gills".